# نهال آتسیز
حسین نهال آتسیز (به ترکی استانبولی: Hüseyin Nihâl Atsız) (زاده ۱۲ ژانویه ۱۹۰۵ ژانویه - مرگ ۱۱ دسامتر ۱۹۷۵) ملی‌گرا، نویسنده، رمان‌نویس، شاعر و فیلسوف ترکیه بود. نیهال آتسیز خود را نژادپرست می‌دانست و یکی از طرفداران پرشور پان‌ترکیسم و پان‌تورانیسم بود و از آنجاییکه افکار یهودستیزانه نیز داشت با نازیسم همذات‌پنداری می‌کرد. او از اسلام متنفر بود و گفت اسلام در ترکیه جایی ندارد. او بیش از ۳۰ عنوان کتاب و مقاله متعدد نوشته‌است و از مخالفان قوی دولت عصمت اینونو بود که او را برای همکاری با کمونیست‌ها شماتت می‌کرد.

## زندگی شخصی

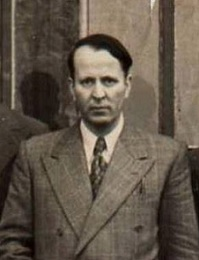
نهال آتسیز در دهه ۱۹۳۰

نهال آتسیز در ۱۲ ژانویه ۱۹۰۵ در کاسیم‌پاشا، استانبول متولد شد. پدر او فرمانده نیروی دریایی و مادرش فاتما زهره، دختر فرمانده نیروی دریایی عثمانی بود.
آتسیز تمام زندگی خود را به فرزندان خود و به ویژه به محبوب‌ترین نوه خود ماویس آتسیز (دختر کانیا آتسیز) اختصاص داد. دختر بزرگ نیهال آتسیز او را شخصی مهربان و گشاده با بچه‌ها به یاد می‌آورد (در اوقات آزاد او همیشه زمان خود را به خواندن داستان و آموزش نوه‌هایش اختصاص می‌داد). 

## آموزش و زندگی حرفه‌ای
او در ابتدا در دانشکده پزشکی مشغول به تحصیل شد، اما به دلیل عقاید و فعالیت‌های افراطی ملی‌گرایانه اخراج شد. سپس در کالج معلمان استانبول و دانشکده ادبیات استانبول تحصیل کرد و در سال ۱۹۳۰ فارغ‌التحصیل شد. سپس دستیار پروفسور فوات کوپرولو در دانشگاه استانبول شد. او به دلیل به چالش کشیدن پایان‌نامه تاریخچه ترکیه از دانشگاه اخراج شد. سپس به تدریس در دبیرستان‌های مختلف مشغول شده و از سال ۱۹۴۹ تا ۱۹۶۹ به عنوان محقق در کتابخانه سلیمانیه کار می‌کند. پس از بازنشستگی در سال ۱۹۶۹، او همچنان به انتشار مقالاتش در مجله اوتوکن ادامه می‌دهد.

### انتشارات
آتسیز ناشر مجلات متعددی بود. اولین مجله او آتسیز نام داشت که از سال ۱۹۳۱ تا ۱۹۳۲ منتشر می‌شد. او همچنین اورهان را از ۱۹۳۳ تا ۱۹۳۴ و دوباره از ۱۹۴۳ تا ۱۹۴۴ منتشر می‌کرد. اورکون برای اولین بار در سال ۱۹۵۰ منتشر شد. آخرین مجلات اوتوکن از سال ۱۹۶۴ تا ۱۹۷۵ منتشر شد.

### کار ادبی
آتسیز چندین مقالهٔ علمی دربارهٔ ادبیات و تاریخ عثمانی منتشر کرده‌است. مقالات او در مورد تاریخ، جمع‌آوری و در کتابی تحت عنوان گفتارهایی در تاریخ ترکیهمنتشر شده‌اند. او چندین سال به عنوان معلم ادبیات تیز خدمت کرده‌است.
آتسیز همچنین به نوشتن رمان و شعر نیز می‌پرداخته‌است. رمان حماسی-تاریخی او به نام مرگ گرگ خاکستری یکی از محبوب‌ترین داستان‌های تاریخی در ادبیات ترکیه است. این کتاب مربوط به آخرین روزهای اولین امپراطوری گوک ترک و شورش غیرممکن شاهزاده کور-اسد و هفتاد و چهل رزمنده او در برابر مهاجمان چینی است.
جلد دوم کتاب با نام تجسم گرگ‌های خاکستری داستان داستان اورونگو (پسر ناشناخته کور-اسد) و آغاز دومین امپراتوری گوک تورک را شرح می‌دهد. رمان سوم او، گرگ دیوانه، داستان عاشقانه-عرفانی بین جنگجویی سپاهی و یک زن عشایری اسماعیلی مرموز در امپراتوری عثمانی را تعریف می‌کند.
آتسیز در کتاب ویتامین ز، که طنز سیاسی در مورد دولت اینونو است، در مورد ویتامین خاصی صحبت می‌کند که به دیکتاتورها و دولتشان قدرت جاودانگی می‌دهد.
رمان سیاسی مشهور او، شب‌های چاخان، تمثیلی تاریخی در نقد کمالیسم بود که در ظاهر داستان فساد سیاسی را در دوران هیتی‌ها بازگو می‌کند، اما در واقع به بی عدالتی و زورگویی حکومت آتاتورک اشاره دارد.

## سیاست

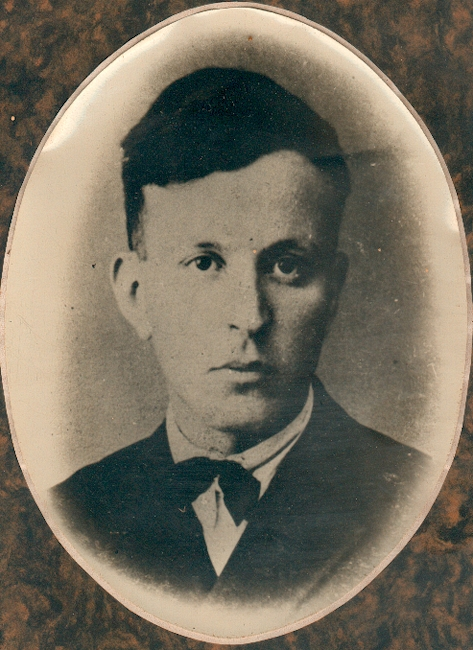
آتسیز در دوران جوانی

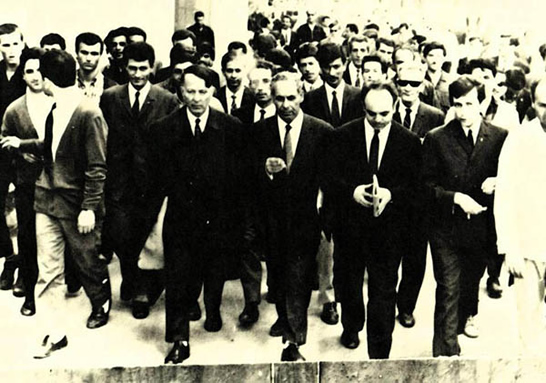
آتسیز در حال رفتن به دادگاه

نهال آتسیز یکی از نظریه‌پردازان مهم ترکیه بود که در سالهای اولیه جمهوری ترکیه زندگی می‌کرد. حامیان او نسبت به رهبری آتاتورک بدبین بودند و سیاست خارجی ترکیه و به ویژه سیاست محرمانه علیه اتحاد جماهیر شوروی را محکوم می‌کردند. مهم‌تر از همه، حامیان او؛ تلاش کمالیست‌ها را در ساختن مدل مدنی در اوایل دوره جمهوریت مسخره می‌کردند.
او به‌ویژه به خاطر دیدگاه‌های ملی‌گرایانه، مبارزهٔ فعال در برابر کمونیست‌های ترکیه و درکش از سنت‌های ترکیه قدیم و تنگری‌باوری شناخته می‌شود. او یکی از نویسندگانی بود که از نوعی از ملی‌گرایی ترکیه که به عنوان جنبش گرگ‌های خاکستری، جنبش ملی‌گرا که بعداً به آلپ‌ارسلان تورکش ربط داده شد، تأثیر گرفته بود.
کمالیسم که ایدئولوژی بنیادین جمهوری ترکیه است، در رمان او، شب‌های چاخان، به شدت تقبیح شده بود. طبیعت و نوع ملی‌گرایی کمالیست در اوایل جمهوریت (۱۹۲۳–۵۰)، از سال ۱۹۲۳ تا کنون هویت ترک را تحت اصول قانون اساسی به شهروند ترکیه بودن تفسیر کرده‌است. شناسایی تمام شهروندان ترکیه با عنوان ترک و سه قانون اساسی عصر جمهوریت، به‌طور کلی نسبت به تفاوت‌های قومی، مذهبی و زبانی بین شهروندان ترکیه بی‌تفاوت است و واژهٔ ترک را متفاوت از معنای معمول آن تعریف می‌کند. حامیان این دیدگاه استدلال می‌کنند که دولتمردان جمهوریخواه، مدل آلمان را برای ملی‌گرایی قومی رد کرده و مدل فرانسوی ملی‌گرایی مدنی را با کاهش «ترک بودن» به مفهومی قانونی برقرار می‌کند. به عبارت دیگر، شهروندان ترکیه که از نژاد کرد، یونانی، ارمنی، یهودی یا آشوری هستند، بر اساس این دیدگاه، باید پذیرفته شوند تا بتوانند از فرصت‌های ترک‌سازی استفاده کرده و برابری کامل با ترک‌های نژادی پیدا کنند.
آتسیز و همکارانش چندین مجله پان-ترکیست مانند Ötüken , Yeni Hayat و Orkun را منتشر کردند. او مقالاتی تند در نقد حکومت عصمت اینونو نوشت و از وی برای تحمل کمونیسم در کشور به شدت انتقاد کرد.
در سال ۱۹۳۴، او یهودی‌ها را از دشمنان داخلی ترکیه خواند، اما در سال ۱۹۴۷، یهودیان را برای برپایی صهیونیسم که نمونه‌ای از ملی‌گرایی قوی می‌دانست، ستایش کرد. او می‌گوید: در واقع، یهودیان موفق شدند تا به زمین‌هایی که ۲٬۰۰۰ سال پیش از دست‌داده بودند بازگردند و زبان عبری که تنها در کتاب‌ها باقی مانده بود را احیا و تبدیل به زبانی گفتاری کنند.
از نظر آتسیز ترک‌ها و غیر ترک‌ها نباید با یکدیگر ازدواج کنند چرا که عشق ارزشی معدل ارزش احساسات ملی‌گرایانه ندارد. او همچنین اعتقاد داشت که ملی‌گرایی برتر از دین است و اسلام نماد مبارزه اعراب برای تشکیل یک ملت است.

## محاکمه‌ها
در سال ۱۹۴۴، آتسیز به همراه بیش از ۳۰ نفر دیگر، از جمله آلپ‌ارسلان تورکش، به خاطر نژادپرستی و پان‌تورانیسم محاکمه شدند. او ابتدا به ۶ سال و ۶ ماه زندان محکوم شد که بعداً به ۱ سال و ۶ ماه کاهش یافت و در پایان حکم عفو دریافت کرد. در سال ۱۹۷۳ او به دلیل نوشته‌های خود در کردستیزی، حکم زندان دریافت کرد. او می‌نویسد کردها باید ترکیه را ترک کنند و از ارامنه‌ها یاد بگیرند که چه اتفاقی برای افرادی که ملت ترکیه را به چالش می‌کشند، می‌افتد. پس از دو سال و نیم حبس او توسط فخری کوروتورک رئیس‌جمهور وقت، عفو شد.

## میراث
نوزده نویسنده جوان و دانشگاهی، که تحت انجمن ملی‌گرایانهٔ «Siyah Beyaz Kültür ve Sanat Platformu» به نوشتن مشغول بودند، کتابی دربارهٔ او منتشر کردند که شامل مقالات و مطالعات تطبیقی در مورد آثار، زندگی و دیدگاه‌های آتسیز بود.

### گروه‌های سیاسی
در سال ۲۰۱۲ در ترکیه یک گروه ناسیونالیستی که خود را جوانان آتسیز می‌نامیدند ظهور کردند و در تظاهرات ضد ارمنی در استانبول شرکت کرده و تابلوهایی با جمله "آری شما همه ارمنی هستید، شما همه حرامزاده‌اید" حمل می‌کردند که پاسخ به شعار ارمنی‌ها "ما همه هرانت دینک هستیم، ما همه ارامنه هستیم" بود. در فوریه ۲۰۱۵، در پاسخ به صدمین سالگرد قتل‌عام ارامنه، آگهی‌های ضد ارمنی آتسیزهای جوان در شهرهای اطراف ترکیه پخش شد، از جمله آگهی‌های تبلیغاتی در استانبول در محکوم کردن کشتار خواجه‌لی و پرچمی در مولا بود با شعار: «ما صدمین سالگرد پاک شدن کشورمان از ارامنه را جشن می‌گیریم».

## آثار

### رمان‌ها
- Dalkavuklar Gecesi (شب‌های چاخان), İstanbul 1941. شابک ‎۹۷۸−۹۷۵−۴۳۷−۸۰۴−۷
- Bozkurtların Ölümü (مرگ گرگ خاکستری), İstanbul 1946. شابک ‎۹۷۸−۹۷۵−۴۳۷−۸۰۰−۹
- Bozkurtlar Diriliyor (تجسم گرگ‌های خاکستری), İstanbul 1949. شابک ‎۹۷۸−۹۷۵−۴۳۷−۸۰۰−۹
- Deli Kurt (گرگ دیوانه), İstanbul 1958. شابک ‎۹۷۸−۹۷۵−۴۳۷−۸۰۱−۶
- Z Vitamini (ویتامین ز), İstanbul 1959. شابک ‎۹۷۸−۹۷۵−۴۳۷−۸۰۴−۷
- Ruh Adam (روح آدم), İstanbul 1972. شابک ‎۹۷۸−۹۷۵−۴۳۷−۸۰۲−۳